# 武村商亊
武村商事株式会社（たけむらしょうじ）は、かつて大阪府に本社を置き、医薬品・一般用医薬品の卸売販売をおこなっていた企業で、大塚製薬系列の医薬品卸業社であった。

現在はシンエーとの合併を経てアルフレッサグループの一社「ケーエスケー」となっている。

## 概要
- 所在地　大阪市中央区徳井町2-1
- 創業者　　　 　武村永三郎
- 代表取締役会長　藤澤清幸
- 代表取締役社長　藤澤清文
- 資本金　4831万4700円

## 沿史
- 1947年（昭和22年）6月 - 設立
- 1963年（昭和38年） - 全国主要医薬品卸業者・大塚製薬との共同出資により「大鵬薬品工業株式会社」を設立
- 1997年（平成9年） - 「シンエー」に営業圏を譲渡

## 営業所
- 大阪府:堺市・大東市・箕面市

## 主な取引メーカー
- 大塚製薬
- 万有製薬
- 大鵬薬品
- 住友製薬